# Siège de Jérusalem (1187)
Pour les articles homonymes, voir Siège de Jérusalem.
 (avril 2017).
Si vous disposez d'ouvrages ou d'articles de référence ou si vous connaissez des sites web de qualité traitant du thème abordé ici, merci de compléter l'article en donnant les références utiles à sa vérifiabilité et en les liant à la section « Notes et références ».
Période intermédiaire post-Deuxième croisade
Batailles
- Montgisard
- Marj Ayoun
- Kerak
- Cresson
- Hattin
- Jérusalem
- Tyr

- Iconium
- Saint-Jean-d'Acre
- Arsouf
- Jaffa

Le siège de Jérusalem par l’armée de Saladin a lieu du 20 septembre au 2 octobre 1187. Il se termine par la reprise de Jérusalem aux croisés et la chute presque totale du royaume de Jérusalem. Il est, malgré le rétablissement officialisé du droit de passage des pèlerinages chrétiens (objet principal de la première croisade), une cause de la troisième croisade.

## Contexte historique
Le royaume de Jérusalem, affaibli par des querelles intestines, fut totalement vaincu à la bataille de Hattin le 4 juillet 1187. La fine fleur de la noblesse du royaume fut emprisonnée, y compris le roi Guy de Lusignan. Dans un premier temps, la Ville sainte est épargnée, car le sultan Saladin préfère consacrer l’été à prendre les différents ports du royaume, Saint-Jean-d'Acre, Sidon, Beyrouth et Ascalon, et d'autres places fortes comme Naplouse, Jaffa, le château de Toron, afin d'empêcher le débarquement de renforts venus d'Europe[réf. nécessaire]. Les survivants de la bataille et quelques réfugiés s’enfuirent à Tyr, la seule cité qui résiste aux assauts de Saladin, grâce à l’arrivée opportune de Conrad de Montferrat.

## La situation à Jérusalem
À Tyr, Balian d’Ibelin, seigneur de Rama et de Naplouse — le noble de plus haut rang ayant pu s’échapper après la défaite de Hattin — avait demandé à Saladin un sauf-conduit vers Jérusalem pour retrouver sa femme Marie Comnène et sa famille. Saladin accéda à sa requête, à la condition que Balian ne se soulève pas contre lui et qu’il ne reste pas plus d’une journée à Jérusalem. Toutefois, après son arrivée dans la ville sainte, le patriarche Héraclius, la reine Sibylle et le reste des habitants le prièrent de prendre en charge la défense de la ville[réf. nécessaire]. Héraclius, affirmant qu’il restait à Jérusalem dans l’intérêt du christianisme, lui proposa d’absoudre son serment, ce que Balian accepta.
Via une délégation de bourgeois, il diffusa la nouvelle de sa décision à Saladin stationné à Ascalon : Balian refusait l’offre du sultan pour négocier la reddition de Jérusalem. Saladin organisa néanmoins une escorte pour conduire Marie, leurs enfants et tout leur personnel de maison à Tripoli[réf. nécessaire]. Selon le chroniqueur Ibn al-Athîr, Balian étant le seigneur de plus haut rang restant à Jérusalem, il était considéré par les musulmans comme ayant un rang « plus ou moins égal à celui d’un roi ».
La situation à Jérusalem était déplorable. La ville était peuplée de réfugiés fuyant l’armée de Saladin, et il en arrivait chaque jour davantage. Il y avait moins de quatorze chevaliers dans toute la ville, alors Balian en adouba soixante parmi les rangs des écuyers et des bourgeois. Il se prépara au siège inévitable en amassant des fonds et des vivres[réf. nécessaire]. Les armées de Syrie et d’Égypte se réunirent sous le commandement de Saladin, et après le vain et bref siège de Tyr, le sultan arriva aux abords de Jérusalem le 20 septembre.

## Le siège
Les négociations entre Balian et Saladin furent menées par l’intermédiaire de Youssef Batit, un membre du clergé de l’Église orthodoxe. L’Orthodoxie avait été pratiquement neutralisée pendant le règne de l’Église catholique et leurs membres savaient qu’ils auraient plus de liberté si la ville revenait aux musulmans[réf. nécessaire]. Saladin voulait s’emparer de la ville, mais les assiégés refusaient de quitter leur ville sainte, jurant de la détruire dans un combat à mort plutôt que de la concéder pacifiquement. C’est ainsi que commença le siège de Jérusalem.
L’armée de Saladin faisait face à la tour de David et à la porte de Damas. Les archers criblaient les remparts de leurs flèches, alors que les quelques arbalétriers francs décochaient leurs carreaux. Des engins de siège furent conduits près des murs, mais furent à chaque fois repoussés, sous le feu nourri des trébuchets. Pendant des jours, les escarmouches demeurèrent vaines. Le 26 septembre, Saladin déplaça son campement vers un autre endroit de la ville, au mont des Oliviers, où il n’y avait aucune porte d’envergure depuis laquelle les croisés pouvaient contre-attaquer. Les murs étaient sans cesse pilonnés par les catapultes, les mangonneaux, le feu grégeois, les arbalètes et les flèches. Une partie du mur fut sapée, et s’effondra le 29 septembre. Les troupes de Saladin se portèrent au niveau de la brèche, où les attendaient les derniers hommes capables de se battre. Après plusieurs heures de combat le long d'un front statique, les croisés ne purent repousser les troupes de Saladin, mais les musulmans ne réussirent pas non plus à entrer dans la ville. Les musulmans surpassaient largement en nombre les croisés mais cet avantage ne put clairement s'exprimer dans la mesure où la brèche ne permettait qu'à peu d'hommes d'entrer en contact, et bientôt il ne resta plus que quelques dizaines d’hommes capables de manier les armes et de défendre le mur ; on ne trouva plus personne, même en leur promettant une solde plus importante[réf. nécessaire].
Les civils étaient désespérés. Selon un passage de la Continuation de Guillaume de Tyr probablement écrit par Ernoul, un écuyer de Balian, le clergé organisa une procession où les participants marchèrent pieds nus le long des murs, comme ils l’avaient fait à l’extérieur des remparts lors de la première croisade en 1099. Sur le Golgotha, les femmes rasèrent les cheveux de leurs enfants, après les avoir baigné jusqu’au menton dans des bassins d’eau froide. Ces pénitences avaient pour but de détourner de la ville la colère de Dieu, mais « Notre Seigneur ne daigna pas écouter les clameurs et les prières faites dans la ville. Car la puanteur de l’adultère, de la fantaisie dégoûtante et du péché contre nature, ne laissa pas leurs prières s’élever vers Dieu. »[réf. nécessaire]

### Les négociations entre Balian et Saladin
À la fin du mois de septembre, Balian partit avec quelques cavaliers à la rencontre de Saladin pour parlementer, lui offrant la reddition qu’il avait initialement déclinée. Saladin s’apprêtait à refuser, car alors qu’ils parlaient, ses hommes avaient escaladé les remparts, et hissé leurs couleurs. Peu après, cependant, les croisés repoussèrent l’attaque[réf. nécessaire]. Saladin dut consentir, et les deux parties s’accordèrent sur la passation pacifique de la ville. Le sultan proposa une rançon de 20 besants pour un homme, 10 pour une femme et 5 pour un enfant, mais ceux ne pouvant payer seraient vendus comme esclaves. Balian objecta en vain qu’il y avait beaucoup trop de personnes n’ayant pas les ressources nécessaires, car il y avait peut-être jusqu’à 20 000 réfugiés venant de tout le royaume.
Balian retourna à Jérusalem et calcula que 7 000 habitants pouvaient être rachetés avec l’argent de la trésorerie d’Henri II d’Angleterre, gardé par les Hospitaliers. Cet argent devait être utilisé par Henri pour financer un pèlerinage ou une croisade, en pénitence du meurtre de Thomas Becket, mais le roi n’arriva jamais, et son trésor avait déjà été entamé pour payer des mercenaires pour la bataille de Hattin.
Balian et Saladin se réunirent à nouveau, et le sultan fut d’accord pour baisser la rançon à 10 besants pour un homme, 5 pour une femme et 1 pour un enfant. Balian soutint que cela était toujours trop cher, et Saladin suggéra une rançon de 100 000 besants pour tous les habitants. Balian rétorqua que c’était impossible, et Saladin demanda une rançon de pas moins de 50 000 besants pour 7 000 habitants. Finalement, il fut décidé que Saladin libèrerait 7 000 habitants pour 30 000 besants ; deux femmes ou dix enfants pouvaient prendre la place d’un seul homme pour le même prix.

### La reddition de Jérusalem

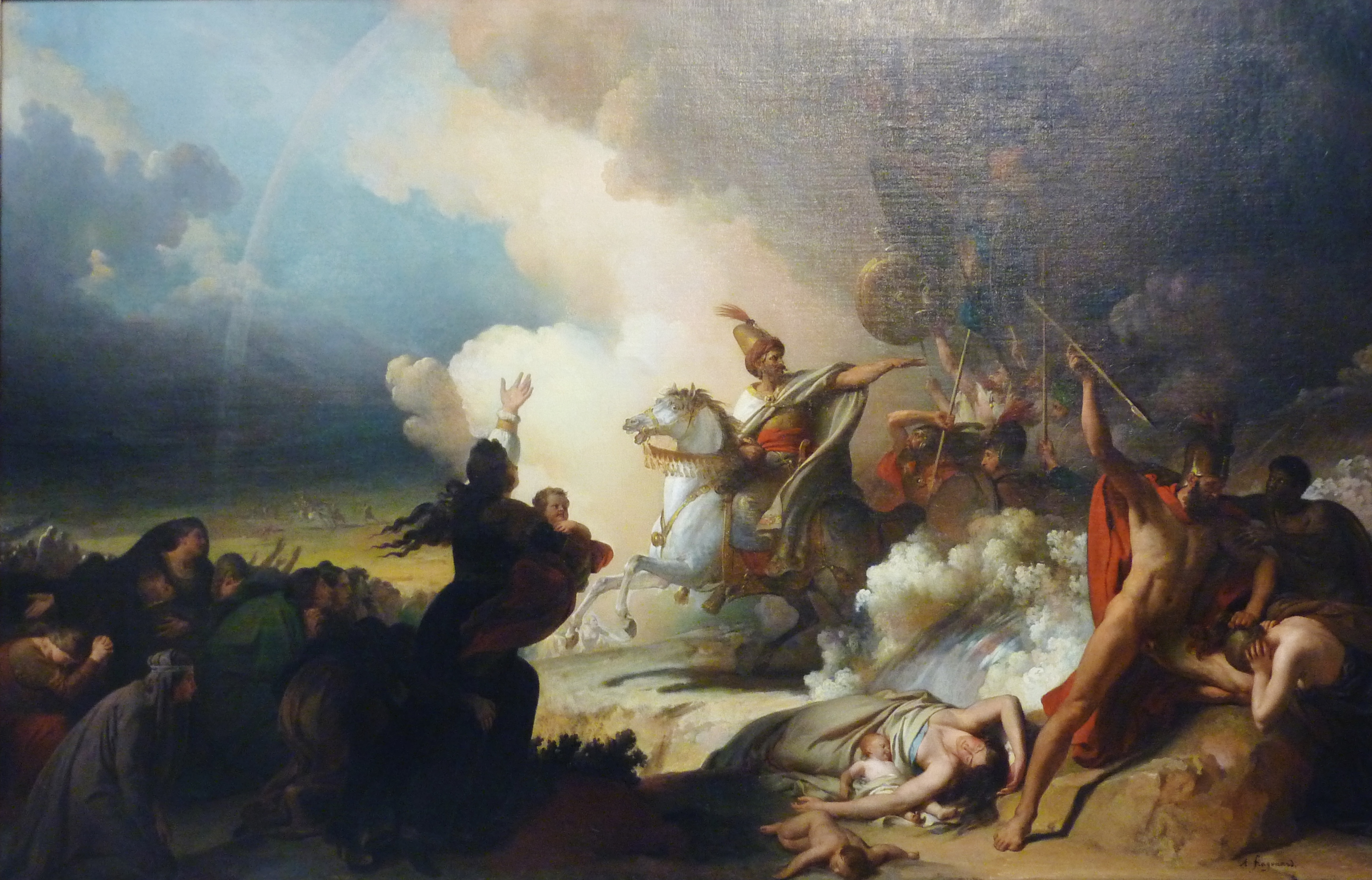
Alexandre-Évariste Fragonard Saladin à Jérusalem (vers 1830-1850, huile sur toile, musée des Beaux-Arts de Quimper).

Le 2 octobre, Balian rendit les clés de la tour de David — la citadelle. Il fut annoncé que chaque habitant avait à peu près un mois pour payer sa rançon, s’il le pouvait (le délai allait de 30 à 50 jours, selon les sources). Saladin fut généreux et en libéra quelques-uns qui furent soumis à l’esclavage ; son frère Al-Adel fit de même ; Balian et Héraclius, ne voulant pas être perçus comme étant moins généreux que leurs ennemis, en libérèrent beaucoup d’autres avec leur propre fortune. Ils se proposèrent comme otages en échange des citoyens restants (au moins plusieurs milliers) qui n’avaient pas payé leur rançon, mais Saladin refusa.
Saladin s'arrangea pour que les habitants quittassent Jérusalem en file indienne afin d’éviter un massacre similaire à celui survenu lors de la capture de la ville par les croisés en 1099. Les habitants ayant payé leur rançon marchèrent en trois colonnes ; les Templiers et les Hospitaliers guidèrent les deux premières ; Balian et le patriarche guidèrent la troisième. Balian fut autorisé à rejoindre sa femme et sa famille à Tripoli. Héraclius eut la permission d’évacuer quelques biens d'église et quelques reliques, ce qui scandalisa le chroniqueur musulman Imad al-Din al-Isfahani — le patriarche s’était pourtant acquitté de sa rançon.

## Conséquences
Quelques réfugiés partirent d’abord à Tripoli, où l’entrée leur fut refusée et où les possessions qu’ils avaient rapportées de Jérusalem leur furent volées. Beaucoup d’entre eux partirent à Antioche, en Cilicie ou à Byzance. Les autres réfugiés partirent en Égypte, et purent embarquer à bord de navires italiens en partance pour l’Europe.
Saladin rétablit le libre passage des pèlerinages chrétiens à Jérusalem, et permit au Saint-Sépulcre de rester aux mains des chrétiens. Pour consolider la légitimité musulmane de Jérusalem, plusieurs lieux saints, dont celui qui deviendra la mosquée al-Aqsa, furent purifiés avec de l’eau de rose. Saladin partit ensuite à la conquête de quelques forts qui lui résistèrent encore, dont Belvoir, Kerak et Montréal, et retourna à Tyr pour l’assiéger une deuxième fois.
Entre-temps, les nouvelles de la défaite désastreuse de Hattin arrivèrent en Europe grâce à l’archevêque de Tyr et grâce à d’autres pèlerins et voyageurs, alors que Saladin était en train de conquérir le reste du royaume pendant l’été de l’année 1187. Une nouvelle croisade fut immédiatement planifiée ; le 29 octobre, le pape Grégoire VIII publia la bulle Audita tremendi, avant même qu’il n’ait eu vent de la chute de Jérusalem. En France et en Angleterre, la dîme saladine fut instaurée pour financer les charges. La troisième croisade qui en résulta ne fut pas prête avant 1189, et partit en trois contingents différents, menés par Richard Cœur de Lion, Philippe Auguste et Frédéric Barberousse.

## Filmographie
- Kingdom of Heaven, de Ridley Scott (2005).